# Ostorius Euhodianus
Ostorius Euhodianus (sein Praenomen ist nicht bekannt) war ein im 3. Jahrhundert n. Chr. lebender römischer Politiker.
Durch zwei unvollständig erhaltene Inschriften in griechischer Sprache ist belegt, dass ein Ostorius während der Regierungszeit von Severus Alexander (222–235) Statthalter (Legatus Augusti pro praetore) in der Provinz Cilicia war; in der einen Inschrift wird er als Konsul bezeichnet.
Durch eine weitere Inschrift in griechischer Sprache kann die Statthalterschaft auf 225/226 eingegrenzt werden. Durch diese Inschrift und eine Inschrift auf einem Sarkophag aus Rom ist auch sein Cognomen bekannt, er hieß demnach Ostorius Euhodianus. Außerdem wird er in beiden Inschriften als consul designatus bezeichnet. Die Inschrift aus Rom nennt auch seine Tochter Ostoria Chelido.